# Автомобіліст (Копичинці)
Футбольний клуб «Автомобіліст» — аматорська футбольна команда з міста Копичинці Гусятинського району.

## Відомості
У сезонах 1994-95, 1997-98 років команда виступала під назвою «Динамо». У сезонах 2006—2007 — під назвою «Надія».
Цікаво, що 29 жовтня 2006 року під час перегляду матчів 1 ліги серед команд юнаків 1992 та 1990 р.н. (господарі зустрічали юнаків із Львівської ДЮСШ № 4) на трибунах був присутній тренер луцької «Волині» Віталій Кварцяний.

### Досягнення
- Чемпіон Тернопільської області — 1984
- бронзовий призер чемпіонату Тернопільської області 1994-95

## Відомі гравці
- Андрій Шпак